# Pologne aux Jeux olympiques d'hiver de 2002
La Pologne participe aux Jeux olympiques d'hiver de 2002 à Salt Lake City. 

## Athlètes engagés
La délégation polonaise se compose de vingt-sept dont vingt-deux hommes et cinq femmes athlètes repartis dans neuf disciplines sportives.

## Médaillés
Les deux médailles remportées par Adam Malysz sont les premières pour la Pologne aux Jeux d'hiver depuis 1972.
| Medaille | Athlète     | Sport      | Épreuve        |
| -------- | ----------- | ---------- | -------------- |
| Argent   | Adam Malysz | Saut à ski | Grand Tremplin |
| Bronze   | Adam Malysz | Saut à ski | Petit tremplin |